# Серафим (Кадубянский)
Епи́скоп Серафи́м (в миру Васи́лий Васи́льевич Кадубя́нский; род. 1 августа 1976, Василев, Заставновский район, Черновицкая область) — архиерей Украинской православной церкви, епископ Нововоронцовский, викарий Новокаховской епархии.

## Биография
В 1991 года окончил среднюю школу села Василев Заставновского района Черновицкой области (ныне Черновицкий район Черновицкой области).
23 декабря 1992 года епископом Кицманским Пантелеимоном (Романовским) пострижен в монашество с именем Серафим в честь преподобного Серафима Саровского. В 1993 года перешел в клир Конотопской епархии.
27 июня 1993 года в Николаевском храме города Конотопа епископом Пантелеимоном (Романовским) рукоположен в сан иеродиакона.
В 1994 года вернулся в клир Черновицкой епархии и назначен клириком Успенского храма села Кулевцы Черновицкой области (впоследствии Куливецкий Успенский мужской монастырь).
28 августа 1997 года в Успенском храме Куливецкого Успенского монастыря архиепископом Черновицким и Буковинским Онуфрием (Березовским) рукоположен в сан иеромонаха.
В 2004 года заочно окончил Киевскую духовную семинарию.
В апреле 2006 года перешёл в клир Хустской епархии и назначен клириком храма в честь иконы Божией Матери «Всех скорбящих Радость» города Хуст.
В 2006 года окончил Киевскую духовную академию со степенью кандидата богословия.
9 июня 2006 года возведён в сан игумена.
11 декабря 2006 года перешёл в клир Херсонской епархии и назначен клириком Свято-Духова кафедрального собора города Херсона и экономом Херсонской епархии.
14 мая 2007 года назначен настоятелем храма в честь Собора Пресвятой Богородицы села Нововоскресенское Нововоронцовского района Херсонской области. В 2012 года возведён в сан архимандрита.
В 2020 года назначен настоятелем Николаевского прихода посёлка Нововоронцовка Нововоронцовского района Херсонской области и благочинным Нововоронцовского церковного округа Новокаховской епархии. В октябре 2022 года назначен благочинным правобережной части Новокаховской епархии.

### Архиерейство
23 октября 2024 года решением Синода Украинской православной церкви избран епископом Нововоронцовским, викарием Новокаховской епархии. При этом Нововоронцовское викариатство временно включено в состав Херсонской епархии.
30 октября 2024 года в храме в честь всех святых Пантелеимонова женского монастыря в Феофании города Киева хиротонисан во епископа Нововоронцовского, викария Новокаховской епархии. Хиротонию совершили: митрополит Киевский и всея Украины Онуфрий (Березовский), митрополит Бориспольский и Броварской Антоний (Паканич), митрополит Нежинский и Прилукский Климент (Вечеря), митрополит Херсонский и Таврический Иоанн (Сиопко), митрополит Васильковский Иоасаф (Губень), митрополит Кировоградский и Новомиргородский Николай (Почтовый), архиепископ Яготинский Серафим (Демьянов), архиепископ Белогородский Сильвестр (Стойчев), епископ Ирпенский Лавр (Березовский), епископ Бородянский Марк (Андрюк), епископ Гостомельский Аркадий (Демченко).